# Santa Luzia (Mé-Zóchi)
Ne doit pas être confondu avec Santa Luzia (Lobata).
Pour les articles homonymes, voir Santa Luzia.
Santa Luzia est une localité de Sao Tomé-et-Principe située au nord de l'île de São Tomé, dans le district de Mé-Zóchi. C'est une ancienne roça.

## Population
Lors du recensement de 2012, 11 habitants y ont été dénombrés.

## Roça
C'était une dépendance de la roça Milagrosa.